# Baranyabán története
Baranyabán települést különböző korokban különböző, egymásra nem utaló nevekkel illették. Ezek a korok önálló és egymástól eltérő gazdasági, kulturális, politikai és történelmi miliőbe ágyazták a falu történetét. E korokhoz igazodva, azoknak a falu életére is kiható, azt befolyásoló eseményeit röviden összefoglalva, a dokumentált események kronológiájában kerül sor a helytörténeti összefoglalásra.

## A Római Birodalom idején (4–5. század fordulójáig)
A település, illetve környéke, a római hódoltság idején már lakott volt. A Római Birodalom Pannonia tartománya (Galerius társcsászár feleségéről) Valeriának nevezett részéhez tartozott. Az akkor Antianæ-nak, nevezett város maradványai még láthatók voltak a 19. század közepén is, „…egy szikes síkságon Baranyavártól mintegy egy órányi járásra.” A Pallas nagy lexikona szerint „Antiana hajdani helység Pannóniában Mohács és Baranyavár között.” Johann Zeiler – az 1845-ben kiadott osztrák „Általános földrajz-statisztikai lexikon”-ra hivatkozva – azt állítja, hogy a falu ókori neve Quadripurgum (Quadriburgum). E tévedés feloldását Haas munkájában találjuk meg. Haas idézi Szalágyit, aki szerint „Alig lehet … kétséges, miszerint (a pécsi Székesegyház) úgynevezett »arx quadriturrita« vagy »Quadriburgum« volt …! Van jelenleg is római téglánk, mellyen e fölírás olvasható: »Qvadribvrk«. Miről Fényes hibásan ezt irá: »Nyugotra Bán’ helységtől van egy régi Gothus kastély ezen fölírással *Quadriburgum* «” Tehát Haas szerint Fényes Elek téved, amikor azt írja, hogy a Baranyavár mellett kétségtelenül létezett helységnek Quadripurgum lenne a neve. Amennyiben tehát Johann Zeiler (vagy forrása) Fényes Elek (vagy forrásai) munkáira támaszkodott, megoldódott a tévedés eredete. Amennyiben más forrásból dolgozott (nem jelzi könyvében), akkor a római kori falunév még lehet vita tárgya, mindenesetre Lelkes György szintén Antianae-val azonosítja Bánt. (Nehezíti a határozott döntést, hogy egyéb anyagok is Quadripurgummal azonosítják a római kori Bánt, illetve Antianae-nak nevezik Baranyvárt! Például a bellyei uradalom leírása, vagy Dvorzsák János helységnévtára és a római katolikus sematizmusok!) A római korról nem maradt fenn okirat.

## A középkori Magyarországon a mohácsi vészig (12. század–1526)
A település vélhetőleg a 12. század végén vagy a 13. század elején kapta a Bán elnevezést. A névadásra több feltételezés is létezik. Baán Árpád-kori személynév volt, mely valószínűleg azonos a Bajan névvel, mely török, illetve tatár nyelven gazdag, hatalmas jelentéssel bír. Valószínűleg e névből ered a bán, mint avar eredetű horvát fejedelmi cím, melyet a 12. századtól a mindenkori magyar király Horvátországot és Szlovéniát kormányzó helyettese viselt, majd a Magyarország déli határvidékeit kormányzó főtisztviselők címe volt. Ez alapján bánság az a terület, mely egy bán kormányzása alá tartozott. Az egyik feltevés szerint a Bán elnevezés az akkori nemesi birtokokról vezethető le, akár úgy, hogy maga a nemesi cím közvetlenül az eredet, akár közvetve, miszerint „a maga idejében” volt a településnek egy Banus nevű szláv nemesi tulajdonosa, s ő lenne a névadó. Miután a népvándorlás-honfoglalás-államalapítás vérzivataros idői elmúltak, a viszonylagos nyugalom eredményeként talán mondhatjuk, hogy a falut többségében magyarok lakták. Az 1009-ben íródott pécsi egyházmegyei alapító okirat az egyházmegye déli határvonalának erősségeként említi Baranya várát. Fontos történelmi régiója ez az országnak! Árpád bejövetele után Baranyavár elfoglalása zárta le a Dunántúl meghódítását. Az itteni síkságról zúdultak Mohácsra a török csapatok 1526-ban, és e síkságon szenvedett vereséget Szulejmán nagyvezír 1687-ben. Itt alakult meg az első várispánság: Baranyavár. Végül e vidékről veszi a megye a nevét, mert a határvármegyék kialakításakor az uralkodó nem a nemzetségfők várát (települését) jelölte ki a megye székhelyéül, hanem az országból kivezető útvonal mellett fekvő erősséget. A kezdeti időkről nincs ismert okirat a faluval kapcsolatban. Ám 1446-ban a macsói bán, Maróty László pert indított Monostory László ellen, melynek során a felperes bemutatta a pécsi káptalan egy okiratát bizonyítékul, miszerint Bán földbirtok nem a Monostory családé.

## A török hódoltság ideje (1526. augusztus–1687. augusztus)
A török érkezésével a magyar lakosság részben elmenekült a hódítók elől, részben behúzódott a török számára elérhetetlen erdőségekbe, lápos vidékekre. Bán – miután a Belgrád-Buda hadiúton fekszik –, 161 évig török megszállás alá került. A török a meg nem ölt és rabságba nem hurcolt parasztságot adófizetésre kötelezte (harács!). Így Bán is mezőgazdasági beadásokat szolgáltatott a kb. 100 km-re nyugatra fekvő, ugyancsak törököktől megszállt szigetvári várnak. Török adólistákon Bán mint a baranyavári Sachi adófizetője szerepelt. 1554-ben 15 ház adózótt! Ekkor a település neve Bánfalu volt, lakosai magyarok voltak. 1561-ben Bánt Macedóniai Péter bán birtokaként említik. Az 1564. évi dicalis conscriptio szerint Bán Macedoniai Miklósé volt. Ekkor a településnek 4 telkes és 2 házas zsellérje volt. A tulajdonos a szigetvári várnak 14 aranyforint adót fizetett.

## A kialakuló és virágzó közösség (1687–1918)

### Politikai előzmények
A Hunyadiak korában Tolna és Baranya megyékben 1462 lakott helység, 48 mezőváros és 32 vár állt. Ezzel szemben a török alóli felszabadulás után a két megye 330 lakott helységében átlagosan 8–12 család élt, 1692-ben összesen 3221 családot írtak össze. Munkaerő kellett tehát, munkáskéz hiányzott, mert itt volt a visszaszerzett föld üresen, lakatlanul, műveletlenül. De kié is lett ez a föld, kiknek a kezére jutott? A győztes császár nevében a hódító sereg a ius gladii, a fegyver jogán birtokba vette. Az udvari kamara rendelete értelmében a visszafoglalt területeken csak az tarthatta meg birtokait, akik azokat még a török idők alatt szerezték. Minden ezen kívüli terület hasznát és jövedelmét a sok vérbe és pénzbe kerülő háború költségeire kellett fordítani. A Császári Udvari Kamara felszabadult területein végzett „vagyonleltár” 1687. július 13-án felvett jegyzőkönyve említi Bánt Bánfalu néven.
A Bécsi Kamara 1690-ben felállította a Neoacquistica Commissiót. Bár Bécs hosszútávú érdeke az volt, hogy adóterhek csökkentésével mielőbb adófizető országgá emelje a Magyar Királyságot, rövidtávú érdekei arra szorították, hogy a felszabadító hadjárat költségeit Magyarországgal megfizettesse. Ez előtt a „nemes bizottság” előtt kellett igazolni minden egykori birtokosnak a birtokjogát. Ha ez sikerült, a felszabadító hadjárat költségeire fizetendő összeg (ius armorum, a fegyverváltság jogán szedett adó, a visszaigényelt birtok 10%-a) ellenében visszakapta birtokát. Látható ennek a rendeletnek a csapdája. A török előtti nagybirtokos családok nagyrészt kihaltak, vagy nem volt már meg semmilyen birtoklevelük, vagy egyszerűen nem tudták a kiváltás díját megfizetni. Ugyanakkor ha ilyen igazoló iratokat nem kér a közjogi hatalom, akkor boldog-boldogtalan jelentkezik e családok nevében a földek tulajdonjogáért. Így sikerült a korábban törökök által megszállt országrészre a Császári Kamarának rátennie a kezét.

### Közigazgatási előzmények
Baranya vármegyének a 15. század végén 540 földesura volt. 1696-ban az egész megyében 4 egyházi és 2 világi nagybirtokos mellett csak 18 nemes élt. A bizottság előtt ezek közül 6 kísérletezett birtoka megszerzéséért – eredmény nélkül. A visszamaradt és gazdátlan területeket a bécsi udvar hűséges hadvezéreinek és hadi szállító embereinek (sokszor a szállított áruk ellenértékeként!) adományozta, ugyancsak a hadi-hozzájárulás lefizetése után. Ezek a később magyar honosságot nyert külföldi hadfiak azonban gyakran elmaradt fizetésük fejében kapták a birtokukat, mert általában üres lévén a kincstár, a hadjáratok idején juttatásuk elmaradt.
Ezek a birtokadományozások, illetve birtokszerzések a töröktől való felszabadulás után történtek, mégis hosszú évek – olykor évtizedek – teltek el, mire a komoly, számottevő, rendszeres, és ami fontos, hasznot hajtó termelés beindult – a betelepítésekkel. Sokszor nem is a birtokszerző idejében, hanem csak később. Jellemző a közállapotokra, hogy a megyei közgyűlés csak 1699-ben rendezte a megyehatár kérdését! Savoyai Jenő herceg, a felszabadító háborúk egyik vezére kapta Baranya déli részének legnagyobb domíniumát Bellye székhellyel, már 1699-ben, 25 000 Ft-nyi elmaradt járandósága fejében. Ez a birtok a baranyai háromszög keleti részén terült el, észak-déli irányban. A korabeli fejetlenség (számos falu elpusztult, mások azonos névvel szerepeltek az összeírásokban, vagy egyazon falvak kerültek különböző adománylevelekbe stb.) okán se a Commissio illetékeseinek nem volt pontos képük a „nemzeti vagyonról”, de gyakran maguk a település lakói sem tudták, melyik földesúrhoz tartoznak. Így történhetett, hogy Savoyai Jenő – miután perbe keveredett Jany Ferenc pécsváradi apáttal –, csak 1715-ben mondhatta hivatalosan magáénak a bellyei uradalmat. A herceg 1736-ban örökös nélkül halt meg, így az uradalom visszaszállt a koronához. (A Cathalogus Dominorum Nobilium Comitatis de Baranya című jegyzék szerint Bánt 1741-ben a király(né) birtokolta.) Ezután mint császári kamarabirtok 1780-ig Lázár Lukács és Kiss Izsák nevű örmények bérelték. 1780-ban Mária Krisztina főhercegnő megvette az uradalmat a kincstártól. Halála után férje (Albert Kázmér szász–tescheni herceg, aki 1765-től 1781-ig a Magyar Helytartótanács elnöke volt) örökölte az uradalmat. Házasságukból nem származott egyenes ági utód, ezért Albert Kázmér herceg végrendeletileg fogadott fiára, Habsburg–Lotaringiai Károly Lajos főhercegre hagyta a birtokot. Károly Lajos alapította meg 1822-ben a hitbizományt. Halála (1847. április 30.) után a tulajdon- (s ezzel a kegyúri-) jog legidősebb fiára, Albert császári és királyi főhercegre szállt. A családnak ez az ága tartotta tulajdonában egészen 1944-ig. (1898-ban már, és 1914-ben még biztosan Frigyes herceg, 1943-ban Albrecht herceg.),

### A betelepülés első évtizedei
Kiket találtak itt az érkezők a 18. század elején? A már lakott uradalmi helységekben javarészt tiszta magyarság élt. Ők a Duna árterületén megbújva vészelték át az idők viszontagságait, vagy a sűrűn lakott nyugatról és északról húzódtak délre a törökök távozása után. Másrészt nagyszámú helységben élt délszláv népesség is. Vagy az itt korábban honos horvátok maradékai, még inkább azonban az egyre nagyobb tömegben délről felszivárgó rácok (szerbek). Az ezeken a birtokokon megjelent első német telepeseket általában a hadiadományozott tulajdonosok és azok utódai kezdték behívni. Az első érkezők Savoyai Jenő herceg által létesített telepeken 1715–1720 körül foglalhattak földet maguknak. Zömük azonban még délről menekült szláv nemzetiség, akik gyakran egy-két év múlva – ahogy a kedvezmények lejártak – továbbálltak.
1715-ben az itt talált 42 jobbágyháztartás 566 köböl szántóföldet, 100 kaszás rétet és 42 kapás szőlőt birtokolt, irtvány nem volt a faluban. Malom nem működött. Nem volt jövedelme malom, mészárszék, korcsma után, sem semmilyen ipari vagy kereskedői tevékenységből, sem más egyéb forrásból.
1720-ban a helyzet hasonló. A 37 itt talált családból 28 jobbágy, 9 pedig zsellér háztartás. Gazdasági erejük: 568 köböl szántóföldet, 89,5 kaszás rétet és 60,5 kapás szőlőt birtokoltak, irtvány nem volt a faluban. Malom nem működött. Nem volt jövedelme malom, mészárszék, korcsma után, sem semmilyen ipari vagy kereskedői tevékenységből, sem más egyéb forrásból.
A Savoyai Bán birtokon 1696-ban 20 családot írtak össze. 1711-ben 6, 1712-ben 32, 1713-ban 22 szerb telepes érkezett. 1711–13 között 35 családot írtak össze, 1715–16-ban pedig 41 családot.
Közülük 31 család 2–4 év múlva tovább vándorolt más falvakba, helyükbe még szintén szerbek érkeztek, nevükből ítélve Bezedek, Borjád, Bács, Bánát és Merse községekből. Valószínűleg azonban az újonnan jöttek is vándorlásban lévők voltak. Ezidőben Bánt „jeles bortermelő” jelzővel illeti a „Conscriptio Rascianorum anni 1711, 1712 et 1713 ex Slavonia” összeírás.
Nagyobb tömegű telepes kolóniák, akik egész falvakat népesítettek be, csak később, 1750 után, és csak a Dél-Németországból, Ausztria különböző vidékeiről, Franciaország és Svájc németlakta területeiről, a Rajna-menti tartományokból érkeztek, esetleg több lépcsős országon belüli továbbvándorlás után.

### Az első telepesek
Bár már 1738. szeptember 20-án született egy Anna Mária és Georg Paur házaspárnak egy Theresia nevű lánya, valamint 1739. szeptember 28-án Anna Mária és Johann Georg Czenpaur (uradalmi előmunkás, valószínűleg ez ugyanaz, mint az előbb említett Georg Paur) házaspárnak egy Lorenz nevű fia, mégsem ők számítanak az első telepeseknek Bánban. 1757-ben Georg Czenpaur Bellye uradalom ispánja (intézője, ez valószínűleg szintén ugyanaz) volt. Ezek az adatok azt mutatják, hogy a német telepesek egyéni bevándorlása, „a kaland kóstolgatása” már korán megtörtént. 1750-ben 3 személy (család), Joseph Laier, Blasius Schwab és Joseph Stiegler érkezett a Birodalomból. Ők számítanak az első német telepeseknek Bánban, ők ugyanis szervezetten, direkt kerültek ide, és erre a kolonizációs eredményre hivatkoznak később a falu elöljárói.

### A gazdasági megerősödés alapjai
A német telepesek érkezésekor Dél-Baranya nagyobb részben árterület volt, megközelíthetetlen erdőségekkel, láppal, nádassal. A Duna-Dráva torkolat közötti részben, a Karasica alsó folyásán Baranyavártól délre még a 19. század elején is végeláthatatlan mocsarak húzódtak. A Habsburg tulajdonos (Károly Lajos császári főherceg, majd ennek fia, Albrecht herceg) 1840 körül 58 km-rel bővítette az Albrecht-Karasica, csatornát (ma is üzemel!) a birtokán lévő mocsarak, illetve a Karasica vizének levezetésére. Ebbe a nagy szárító munkába kapcsolódott be az egész 19. századon keresztül tartó Duna-szabályozás is, melynek eredményéül mintegy 50 000 holdnyi területet tettek legeltetésre és művelésre alkalmassá. Tápláló- és szárítócsatornákat, védműveket, gátakat építettek. Később mindezek gondozására, karbantartására Karasica Vízlecsapoló Társaságot hoztak létre a falvak.
A 18. század első harmadában-felében – mint akkoriban a telepített falvakban máshol is – földhasználatot szabályzó faluközösség működött. Bánban a szántót kettéosztották, hogy a szerbek és a németek egymástól függetlenül alakíthassák ki birtokaikat. E két nemzetiség eredetileg sem keveredett egymással. Jellemző, hogy 1766-ban külön kocsmája volt mind a szerbeknek, mind a németeknek. A század közepére a magyarok gyakorlatilag eltűntek a faluból. Mint a bevándorló német parasztok általában, a báni svábok is háromnyomásos rendszerben művelték földjeiket, kaszálták a sarjút is szénának, azaz a ridegtartással szemben istállózó állattartást folytattak, a keletkező trágyát pedig ősszel mélyszántással adták vissza a termőföldnek. Ugyanakkor a Duna-Dráva szög magyar és horvát parasztjai, illetve az ártéri területek lakosai a földművelést alárendelték az állattartásnak, s ez csak szerényebb megélhetést biztosított.
A már említett faluközösség Bánban úgy osztotta szét évenként a falu rendelkezésére álló szántóföldjét a családok között, amennyit azok állataikkal, eszközeikkel és saját erejükkel meg tudtak művelni, illetve amennyi létszámarányosan önfenntartásukra elégnek látszott. S míg a németek sokgyermekes családmodellben éltek, addig a környező magyar és szerb–horvát családok kevesebb gyermeket neveltek ("egykézés"). Ezen tények ismeretében érthető, miként alakult ki – általában is a svábság, de Bánban is – a németek gazdasági, és ezzel egyben politikai erőfölénye a század második felére.
Höbling Miksa 1845-ben így ír e folyamatról:
„Hol most németek laknak, ott a török elűzése után többnyire ráczok, vagy is szerbek laktak, kiket a kiűzött török e honnak ostor gyanánt hagyott vissza azokon a helyeken, melyeknek hajdani magyar lakói részint elestek a háborús időkben, részint rabságba hurcoltattak. Letelepedvén a németek, mivel iparkodók voltak, egymás után megvették a ráczok telkeit, úgyhogy a németek mindinkább szaporodtak, a ráczok meg fogytak…Történik pedig a németek terjeszkedése eképp: a német telkes gazdák gyermekeik közül fel nem osztják telkeiket, hanem idősbik fiúgyermeköknek adják azon föltétellel, hogy testvéreit kifizesse. Illy kifizetett német elmegy Rácz faluba lakni, és ott először házatlan, majd házas zsellér lesz, és mivel atyai örökségét pénzben kapta ki, először megveszi a rácznak szántóföldjét vagy rétjét, ki szorultságban lévén meg is szántja neki, sőt, ha kívánja, meg is trágyázza. Ebből az következik, hogy jövőre nincs a rácznak kenyere, és így kénytelen megint egy telek részt a németnek adni, míg végre egész telke német kézre nem kerül.”
Az 1720-as években telepített német családok kontractusba foglalták a földesúri szolgálmányaikat (robot, árenda, kilenced, ajándékok), így például egy jobbágy évi nyolc, míg egy zsellér évi négy napot volt köteles robotolni, szemben a vidék magyar, horvát és szerb jobbágyaival, akik – mint az akkori magyarországi jobbágyságnak több mint a fele – örökös jobbágyok voltak.
Ebben az időben – egészen 1904-ig – Bán, Ban, Bann, Baan, Baán névvel illették a falut. Az eltérő írásmód magyarázata nem hivatalos névváltoztatás, hanem a helyi nyelvhasználat.

### 18. század '60-as évek
Egy 1765-ből való háromrészes jegyzék 95 német nevet sorol fel. Az első részben felsorolt 13 család valószínűleg a mostani faluközpontban telepedett le, a második részben „Germani”-nak jelölt 58 család pedig a Langgasse (Hosszú utca) lakosa volt. A harmadik rész neveit kereskedő és iparos jelzővel illeti a jegyzék. Ehhez a jegyzékhez a következő megjegyzések vannak fűzve: „Amennyiben ezen településnek (birtoknak) nem lennének elegendők a szántóföldek, ilyet kaphatnak a laki uradalomból. Emellett végezhetnek erdőirtást is, ha nem sajnálják a fáradságot. Nevezett lakosoknak a rétjük kevés, mert a Karasica mentén, ahol a rétjeik elterülnek, az idegen malmok nagy kárt okoznak a Lacska (még a 20. század első harmadában is használt dűlőnév a Karasica jobb partján fekvő földekre, rétekre) elnevezésű uradalmi rétekben. A harmadosztályú szőlőhegyen – amely ezen a vidéken magasodik – az uradalomnak is vannak szőlőskertjei, amelyek kb. 300 urna (bortároló edények a pozsonyi mértékrendszerben) termést hoznak, és amelyeket 5 évvel ezelőtt a község lakosai telepítettek. Ennek a községnek a lakosai kötelesek a szőlőskerteket művelni. Ezen felül az uradalmat megilleti itt két szilváskert kb. 30 urna terméssel. Áll itt még egy uradalmi épület egy szobával és konyhával, melyben egy uradalmi katona lakik. A település lakosai két nemzethez tartoznak: nem egyesült görög-keletiek (azaz szerb ortodoxok), és németek. Előbbieknek van egy fából és agyagból épült templomuk, melyet a faluban lakó pópa gondoz. A németek mind római katolikusok, és csak nemrégiben érkeztek, ezért nincs saját templomuk, csak egy harangláb(ez a Hosszú utca déli oldalán, kb. az utca közepe táján állt), és a lőcsi templomba járnak. A rácok évente 125 Ft adót fizetnek, kivéve azokat, akik időközben birtokukat felosztották, és új házakat építettek. Miután a hentes meghalt, az uradalmi mészárszéket mindkét nemzetiség 10 évre kibérelte. A település fekvése szép és sík, de a faszerzés lehetősége csekély, különösen építőfa tekintetében.”
Az 1767. évi urbarial-táblázatok 260 német nevet (családot) sorolnak fel. Ezek a táblázatok többszörös alcsoportokra osztották a lakosságot: 55 család és 58 nem jobbágy sorsú (család) kb. 70 házban élt. Mind a házzal rendelkező, mind a házzal nem rendelkező lakosok, valamint a zsellérek és kisbérlők valószínűleg az addig betelepültek gyermekei voltak. Ezek a Fuchsgasse (Róka utca) felső részén kaptak házhelyeket. Ezen táblázatok nevei és sorrendjei nagyban megegyeznek az 1944-es családnév és házszám kimutatással.

### 18. század '70-'80-as évek
1775-ben Bánban két cigány család élt. Mindkét család sorszámozott házban, de a házsoron kívül lakott, illendő módon öltözködtek, napszámból éltek, nem ettek döghúst, a helyi bíró alá tartozóknak vallották magukat (azaz nem volt választott vajdájuk), nem kereskedtek lovakkal és fizették a kirótt adót.
1779-ben Bánban már hét cigány család élt. Ennek a 7 családnak összesen 144 gyermeke született, így a helyi lakosságnak majd 2%-át jelentették! Részben sorszámozott házban a házsoron, többségében a soron kívüli házakban éltek. Neveltetésük a helybeliekével azonos, mindnyájan (birtoktalan) zsellérek. Helybéli szokás szerint öltöztek, napszámból éltek, egy kovács volt köztük. A helyi bíró alá tartoztak, nem ettek döghúst, nem kupeckedtek, és fizették az adójukat.
Egy 1780 körüli időből való állapotleírás szerint „Ban-nak két erősépítésű szolid temploma és néhány más háza van.” A szomszédos helységektől való távolságát így adja meg: „Kisfalud (Branjina) 3/4, Udvar 23/4, Sárok 13/4, és Ivan (Ivándárda) 13/4 órányi járásra.” Az irat ismerteti a „vízfolyások, erdők, rétek és mocsarak, gyalogösvények és szekérutak, valamint a környéken emelkedő hegyek” állapotát, helyzetét, elhelyezkedését. „A Karasica, amely az egész vidéken átfolyik, erősen be van nőve náddal, és rajta átkelni csak a jelzett hidakon és stégeken lehet. Az árkokból előbukkanó forrásvizek jelentéktelenek. A Karasica többnyire mocsaras, nagy esőzések után elárasztja a földeket és a réteket is, és Illocskánál meghajt egy, majd lejjebb még több vízi malmot. Az erdő Monostornál vegyes fából van, fiatal hajtásokkal sűrűn benőve, Illocska mögött az emelkedő felé tölgyes, melyen csak gyalogosan lehet átkelni. A rétek szárazak, de a Karasica-mentiek többnyire mocsarasak. Az utak nagyon jók, kivéve a szőlőhegyen lévők, amelyek szinte használhatatlanok. Az úgynevezett >>Sepsi-hegység<< végighúzódik az egész vidéken és uralja is azt jobbról és balról. Monostor, Bann, Baranyavár, Kisfalud, Bodolya és Illocska a Karasica mocsár mentén fekszik.”

### Századforduló, a 19. század első harmada
1794-től szabályozták a Pécsváradtól jövő Karasicát Villánytól a Dunai torkolatig. Ez a csatorna Bán alsó faluvégénél, az úgynevezett „Drachenloch” (Sárkánybarlang) ponton keresztezi a kb. 10 méterrel mélyebben folyó „Seichgraben” -t (szűrő, vagy gyűjtő árkot), a tulajdonképpeni Karasicát. Darázsnál egy szivattyú-berendezés a csatornába pumpálta a mélyebb területek vizét, amely a Karasicával a Dunába folyik.
1815-ben Baranya Vári Kerületben Baán helységben malomtulajdonos „Majer Jakab fél hellyes Gazda”, ki „Házi fundussán csinálta száraz malmát, s fizetett az uradalomnak 12 ftokat.”

### A falu fénykora
Az 1845-ben kiadott Minden Ausztriai Államok Általános Földrajz-Statisztikai Lexikonja a következőket írja Bánról: „Bann, Baan, a rómaiaktól Quadripurgumnak nevezve. – Falu, Magyarország, túl a Dunán, Baranya azonos nevű megye kerületében, Bellye uradalom, egy nem egyesült görög-keleti és egy r.k. templommal és plébániával. Itt még láthatók a római Quadripurgum város maradványai egy kellemes területen, egy órányira Baranyavártól.”
Ferenc József császár 1854. január 16-án rendeletet adott ki a parasztok személyi felszabadítására. E rendelet a betelepültek nevére íratta a mezőket és réteket. Ennek költségeit részben az állam, harmadrészben egyenként a földművesek viselték. Az 1765, 1767 és az 1828 évi adólisták adatai jól összevethetők az 1854-ben felszabadult és földhöz juttatott parasztság akkor kialakult birtokviszonyaival (egy-, illetve háromparcellás parasztok, kisházasok stb.), a Karasica Társaság 1906-os adataival, és az 1944-es állapotok neveivel, ház-, bece-, és gúnyneveivel. (Figyelemmel természetesen a házszám-változásokra!)
1874. március 24-én német szabályzattal – Uray plébános kezdeményezésére – 56 taggal újra alapították az Olvasókört a falubeliek, melynek taglétszáma 1876-ban 50 fő volt.
1885. január 21-én létrehoztak egy Polgári Olvasókört, ugyanezen évben Önsegélyező Egyletet alapítottak, melynek neve 1891-től Bérsegélyező Egylet, 1893-tól Kölcsönös Segélyező Egylet volt.
Bánnak 1887-től községpecsétje volt „Baranya Baan Mezőváros” körfelirattal. Ugyanebben az évben az egyházközség 10 000 Ft költséggel új iskolát építtetett.
1894-ben Klein Lázár izraelita vallású báni férfi önmaga számára (tehát gyermekeinek nem) kérvényezte nevének Kárpátra történő változtatását. Az engedélyt nyilván megkapta, de (az anyakönyvek hiányossága miatt) ezt a személyt Johann Zeiler egyik néven sem hozza.
Az 1890-es évek súlyos gazdasági nehézségeket okoztak az egész drávaszögi régiónak, benne Bánnak is. 1890–98 között árvíz, járványok, tűzvész, filoxéra és éhínség keserítette a Duna és Karasica árterületén fekvő falvak életét. A legelők 1891-től télen-nyáron vízben álltak, ezért több falu – így Bán is – legelőbérletre kényszerült. A legelők eliszaposodtak. Ez a helyzet akkor is bekövetkezett, ha a Dunán alacsony volt a vízállás, ugyanis a mélyen fekvő Karasicán – mintegy szívócsatornaként üzemelve – felnyomult a víz, és minden évben elöntötte a kaszálókat, meg a mellettük fekvő szántókat. Emiatt ezekben az években drasztikusan csökkent a kukoricatermés, ami miatt drámaian leapadt a sertésállomány létszáma. Ráadásul 1896 őszén olyan mérvű sertésorbánc pusztított, amilyenre még az öregek se emlékeztek. A régió sertésállományának 93–97%-a elpusztult! Egy évre rá, 1897-ben a filoxéra (szőlőtetű) koldussá tette a báni hegyek szőlőtulajdonosait. Ekkor volt lehetséges a pénzzel rendelkezőknek – márpedig az éppen a másod-, harmadszülött sváb férfiaknak volt – olcsó szőlőbirtokhoz jutni a báni hegyen! Ugyanebben az évben újra kiáradt a Karasica, és átszakította a töltést Hercegmárok és Darázs (Draž) községeknél: három méter magasan állt a víz a földeken. Elveszett az egész évi termés, az idény végén az uradalom pedig vonakodott a legelők bérletét a régi áron megújítani. Aztán szintén ebben az évben súlyos tűzvész pusztított. Darázs, Hercegmárok és Keő teljesen, Baranyakisfalud és Vörösmart részben leégett. Ennek az évtizednek a végére a korábban kialakult eszéki és pécsi kiskereskedői értékesítési hálózat (piacozók) összeomlott, megszakadt: nem volt mit piacra szállítaniuk a parasztoknak.
A nehézségek rászorították a falut az összefogásra! 1891-ben Dalárdát hoztak létre a faluban, mely 1912-ben Férfikar néven szűnt meg. Temetkezési Egyletet alakítottak a katolikusok (németek), melynek 1902-ben módosították az alapszabályát. Az iparosok 1895-ben Ipartestületbe tömörültek. (Valószínűleg) 1899. január 6-án alapították meg a gazdák a Tej-Egyesületet, Márfi szerint a pécsi királyi törvényszék ezt 1898-ban engedélyezte. A 19. század utolsó évtizedében rekord magasságba emelkedett az iskolásgyermekek száma a faluban! (Lásd a tanulói táblázatot!)

#### Állapotjelző felmérés
A nyugalmas 19. század utolsó évtizedében (1896-ban) mezőgazdasági felmérés készült Magyarországon. Itt e felmérésnek csak a Bánra vonatkozó ismertetésére van lehetőség, de érdemes a fejlettségi szintet összevetni a környező települések adataival! Utólag, a 20. század vérzivataros történelmének ismeretében felmerül a kérdés, vajon a falu mikor fogja elérni ismét az 1890-es évek gazdasági potenciálját, társadalmi erejét?! Az összeírás szerint Bánban a (családi) gazdaságok száma 702. Ebből 2 gazda kötött jégkár ellen biztosítást, 45-en fizettek tűzkár elleni biztosítást épületeikre, s ketten gabona- és takarmánykészletük esetleges felégésére is gondoltak. A többi gazdának semmilyen biztosítása nem volt, s átalánydíjas biztosítást senki nem fizetett esetleges káresemények ellen. A 702 gazdaságból öt ipar(szerű) tevékenységet (is) folytatott, mindössze egy használt műtrágyát, 15 rendelkezett egyes lófogattal, 201 gazdaságban volt kettes lófogat, háromban hármas lófogat, szintén háromban hármas ökörfogat. Nem volt senkinek négyes lófogata, négyes vagy hatos ökörfogata, és semmilyen számú bivaly-, öszvér-, szamár- vagy tehénfogata. A 702 gazdaság összesen 4717 kataszteri hold földtulajdonnal rendelkezett. Ebből 4572 hold magánbirtok, 126 hold haszonbéres birtok és 19 hold haszonélvezeti birtok volt. Művelési ágak szerint 2293 hold szántóföld, 781 hold beültetett szőlő, 613 hold rét, 426 hold nem termő terület, 359 hold kert, 206 hold parlagon lévő vagy kiirtott szőlő és 39 hold legelő. Gyümölcsfa állomány összesen 41276 darab volt: almafa 3186, körtefa 1960, cseresznyefa 2642, meggyfa 2740, őszibarackfa 8134, kajszibarackfa 629, szilvafa 16084, diófa 1795, mandulafa 680, gesztenyefa 53, eper (szeder) fa 3373.
|              | 0–1 év | 1–2 év | 2–3 év | 3év felett | 3–4 év | 4 év felett | Összesen |
| ------------ | ------ | ------ | ------ | ---------- | ------ | ----------- | -------- |
| bika (borjú) | 22     | 4      | 1      | 2          | -      | -           | 29       |
| üsző, tehén  | 124    | 52     | 20     | -          | 18     | 179         | 393      |
| tinó, ökör   | 34     | 14     | 3      | -          | 0      | 10          | 61       |
| Összesen     | 180    | 70     | 24     | 2          | 18     | 189         | 483      |

A 483 szarvasmarha fajta szerinti megoszlása: magyar-erdélyi fajta 28db, mokány vagy riska 2 db, pirostarka 417 db, borzderes 5 db, egyéb színes 31 db, bivaly nem volt.
|          | 0–1 év | 1–2 év | 2–3 év | 3év felett | 3–4 év | 4 év felett | Összesen |
| -------- | ------ | ------ | ------ | ---------- | ------ | ----------- | -------- |
| mén      | 16     | 7      | 3      | 2          | -      | -           | 28       |
| kanca    | 30     | 15     | 18     | -          | 16     | 225         | 304      |
| herélt   | 5      | 4      | 5      | -          | 5      | 199         | 218      |
| Összesen | 51     | 26     | 26     | 2          | 21     | 424         | 550      |

Szamár a faluban egy volt, öszvér és kecske egy sem. Juh 849, sertés 1513, méhcsalád 62, baromfi 14721 darab. (Az összeírás nem tért ki a vízgazdálkodásból keletkezett haszon – haltermelés, nádaratás – felmérésére.)

### 20. század, 1918-ig
A kiegyezést követő dualista államberendezést az államigazgatás minden terén a központosított irányítás (igénye) jellemezte. 

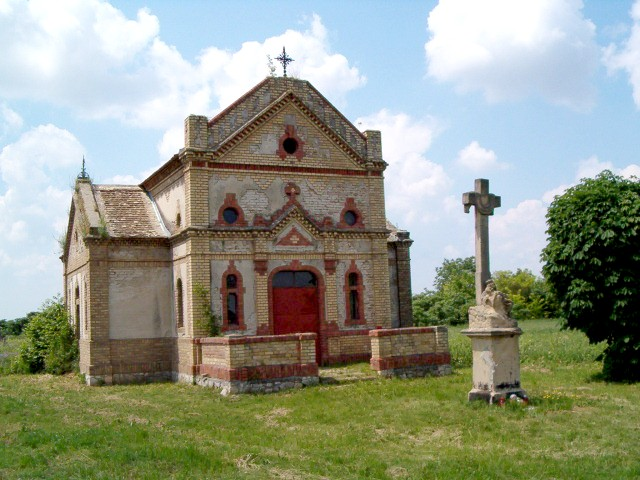
Temetőkápolna

 Ennek jegyében hozták létre az – 1898. IV. tc-kel – az Országos Községi Törzskönyvbizottságot, mely a baranyai településekre vonatkozó 1903. évi törzskönyvezése során megváltoztatta Bán nevét. Ekkor lett (1904. január 12-én) Bánból Baranyabán.
1904-ben jegyezte be a pécsi királyi törvényszék a Szerb Földművelők Szövetkezetét. Uray Attala plébános kezdeményezésére 1903–04-ben megépült a temetőkápolna. A temető keleti oldalán egy kocsiszínt emeltek, ahol a „Szent Mihály hintaját”, egy díszesre faragott szekrényű, ablakait fekete szövettel takart, laprugózású, elegáns halottszállító hintót tárolták. A temetőbejárattól a kápolnáig vezető 80–100 méteren boltívtetejű téglafalra szerelt kinyitható kétszárnyú fafaragásos keresztúti stációk között vezetett az út.

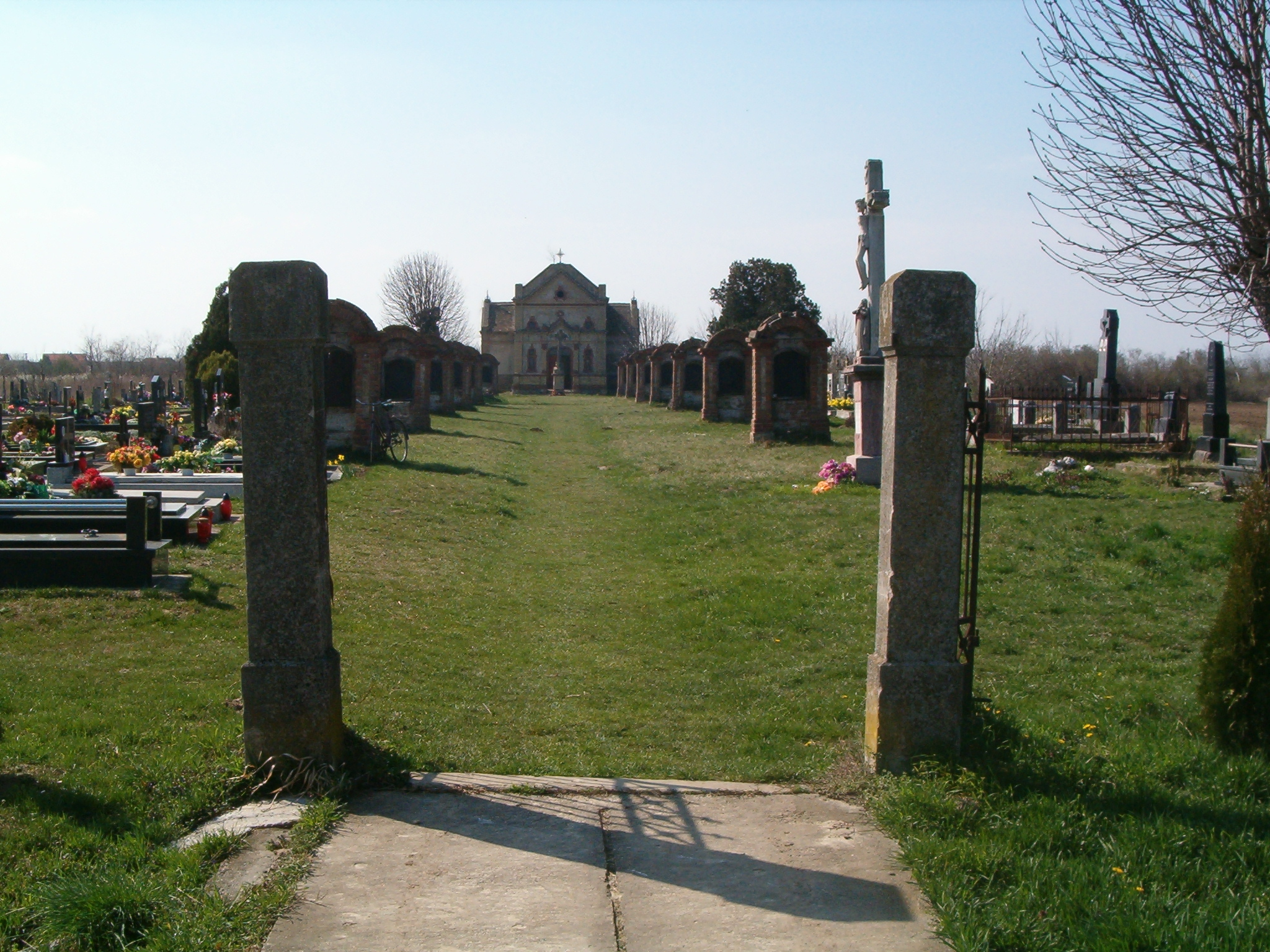
Temetőstáció

1906. július 28-án a Karasica Vízlecsapoló Társaság engedélyt kapott, hogy a felső faluvégen a Karasica-csatorna alá cementcsöveket fektessen, amelyek elvezették a Sárokról jövő Lacska-árok vizét. Ebben az engedély-okiratban dülőnevek, kataszterszámok, terület-nagyságok olvashatók a birtokosok nevével – házszámával.
1911. január 30-án az Olvasókör és a Polgári Olvasókör Római Katolikus Olvasókör néven egyesült.
Visszatekintve erre a korszakra, egy népcsoport küzdelmét, kitartását, akaraterejét látjuk, akik teljesítményükkel méltán ébresztenek megbecsülést az utódokban. Kényszerítő társadalmi és gazdasági erők hatására idegen földre utaztak, a bizonytalanságba, nyelvi-kulturális meg nem értésbe, a fejlődés egy korábbi szintjére, vadkeletre. Itt meg kellett küzdeniük a honos – és szintén nem egységes nyelvű-kultúrájú – lakossággal, a feudalizmus helyi sajátosságaival, saját kalandor sorstársaikkal, a pusztító betegségekkel, természeti erőkkel. Ám a mélyen átélt vallásos hit, az identitástudatot biztosító és a sorsközösségben védelmet nyújtó, hagyománytisztelő nemzetiségi lét közösségformáló és megtartó erkölcsi normarendszere stabil anyagi, szociális és szellemi akkulturális egységet alakított ki bennük. Környezettől eltérő műveltségük megvédésére értékrendjét tudatosan hangsúlyozva próbálta elkerülni az asszimilálódást.

A népcsoport szorgalma és kitartása révén hamar gazdasági és politikai potenciálja lett a régiónak, a helybeliek pedig Bánnak. Önálló és zárt életteret teremtettek maguknak templommal, iskolával, szakmai szervezetekkel, önkéntes gazdasági szerveződésekkel. (Pl.: Vízlecsapoló Társaság, Tej Társaság, Olvasó-körök, Kultúrszövetség, Faluzenekar stb.) Ennek a fejlődésnek részben tanúi, de elsősorban létrehozói és irányítói a falu értelmisége: a tanítók és plébánosok! (Lásd őket a korábbi táblázatokban!)

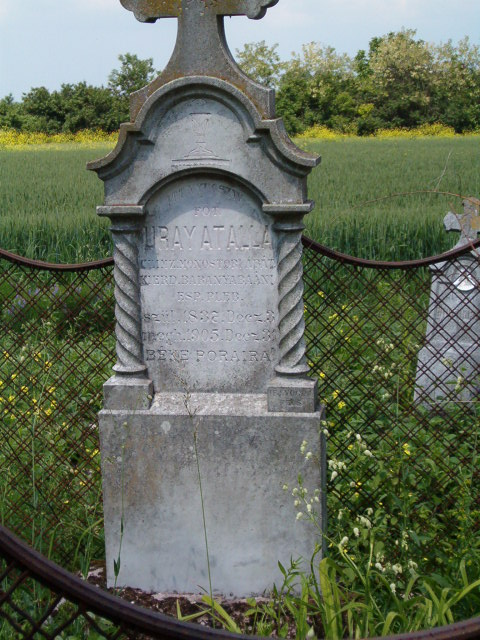
Uray síremléke

Közülük kiemelkedik Uray Attala, aki nagy körültekintéssel, előrelátással és szeretetben végezte pasztorációját, s nem csak a templomban! Az ő idejében létesült az Olvasókör pár száz darabos könyvtárral, ő járta ki a falunak a temetői kápolnát, de egyébként is sokat törődött híveivel. A nép hálából halála után róla nevezte el a templom melletti teret.

Zádor Alajosról fennmaradt legenda szerint származása (eredeti neve Zvonicsek) ellenére erősen magyarérzelmű volt, sehogy nem bírta megemészteni Trianon keserűségét. Nacionalista megnyilvánulásai mellett működése során megpróbálta a falu cigányságát kiemelni a fizikai és szellemi putriból. A megoldást a cigánygyerekek képzésében látta, és hosszú évekig tartó küzdelmet folytatott a szülőkkel-gyerekekkel. Fontosabb azonban megemlékezni Zádor nevének említése kapcsán a kezdeményezésére felépülő Mária-zarándokhelyről. A kegyhely létesítésének előzménye, hogy Zádor 1914 nyarán néhány megyéspap társával együtt szabadsága idején elzarándokolt a franciaországi Lourdesba. (Tehát nem hívei körében toborzott zarándoklatot vezetett!) Itt határozta el, hogy építtet a falujának is egy zarándoklatok megrendezésére alkalmas imahelyet. Segíthette döntését, hogy az időközben kirobbant első világháború következményeként a franciák minden ellenséges ország éppen náluk tartózkodó lakosát hadifogolynak tekintették. 

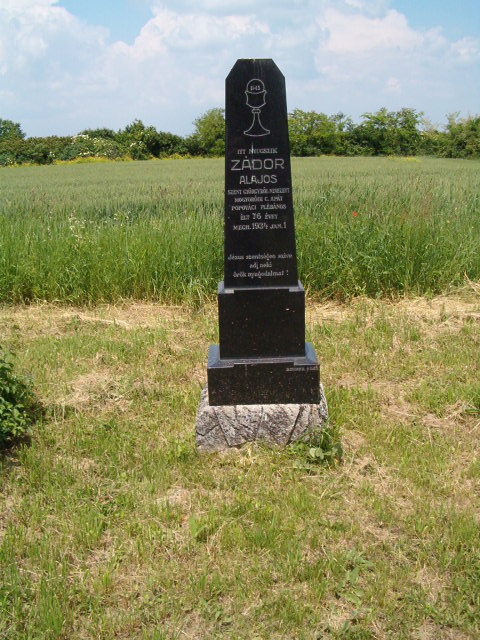
Zádor síremléke

Zádort is több hétre internálták, csak 1914 késő őszén került haza falujába. A legenda szerint szabadulása esetére tett fogadalmát váltotta valóra a barlang megépítésével. A háború utáni konszolidáció idején a környék magyar, sokác és német plébánosaival összefogva lobbizni kezdett a zarándokhely létesítéséért. Elképzelése az volt, hogy az egyes Mária ünnepeket egymás közt felosztva mindegyik Mária-tisztelő felekezet külön-külön búcsúnapot tarthat ott, s így is lett. Egymás búcsúit is látogatva a három környékbeli nemzetiség a saját Mária ünnepén díszes külsőségekkel, oltáriszentséggel, plébánossal tarthatott zarándoklatot már 1924-től a falutól délre, a báni hegy északi oldalán, a Karancs (Karanac) irányába vezető út egy szép völgyében megépített „Mária Lourd” imahelyhez. Nagyboldogasszony napján (augusztus 15.) a magyarok tartották búcsújukat, Kisboldogasszony (szeptember 8.) és Sarlós Boldogasszony (július 2.) ünnepein pedig a sokácok és a németek osztoztak. A domboldalba vágott, terméskővel kirakott barlang – benne egy lourdi Mária szobor –, és a szabadtéri oltár előtt nagy teret alakítottak ki a tömeg elhelyezésére. Az oltárral szemben állva, attól balra kb. 20 méterre egy kerekes kút van, a kút után kiszélesedő rét, ahol a vásáros kereskedők sátraikat felállíthatták. A kút első oldalán kőtáblára vésve „Erichtet zur ehre Gottes Friedrich Getto und familie” („Isten dicsőségére létesítette Getto Frigyes és családja”) A domboldalon, a barlang felett középen egy fémszerkezetes haranglábat emeltek. E mögött kétoldalt kétszer hét keresztúti stációt építettek. A stációkon felirat: „Zur ehre Gottes” („Isten dicsőségére”), és az adományozók nevei:
| Bal oldalon | Jobb oldalon |
| --- | --- |
| Josef Pöpl és családja (Nr.13.) Vakolatdísz leesett Vakolatdísz leesett Johann Fischer és családja Franz Lutz és felesége Johann Wagner és felesége Római Katolikus Olvasókör | Josef és Anton Wahl és családjuk Valentin Seegräber és felesége Johann Maichl és családja (Nr.377) Maria Pirkl és Maria Kafka Alois Ringhoffer és felesége Franz Penz és felesége Kaspar Kieszl(er) és felesége |

A barlang tetejére kőkeresztet állítottak, talapzatába kőbe vésve az alapítás éve „1924” és: „Gestiftet von den Familien Katharina und Peter Denich, Katharina und Johann Zeiler und Frau Theresia Maichl, geb. Greif”, azaz „Alapítva Denich Katalin és Péter családjától, Zeiler Katalin és Jánostól és Maichl Teréz asszonytól, szül.: Greif.” (Ez a Maichl Teréz elvesztette férjét az első világháborúban.)
A báni aranykornak is bízvást nevezhető időszakra visszatekintve a fejlődés magyarázatául már szó esett a legfontosabbról: a mérhetetlen munkabírásról, a kitartó és szorgalmas munkáskézről. Ezek a telepes munkáskezek magukkal hozták azt a mezőgazdasági tudást, melyet a magyar paraszt – épp a törökök ittléte, illetve az azt megelőző és követő folyamatos háborús helyzetek okán – nem volt képes megszerezni. A török után felálló vármegyerendszer ugyanolyan politikai-társadalmi mindennapokra akart berendezkedni, mint amit a török előtt megszokott. Ebbe a régi korok szokásait stabilizálni kívánó közegbe hozták a telepesek új mezőgazdasági technológiájukat, eszközeiket, eszközeiket előállító kisiparosokat, hagyományaikat, egyházi énekeiket, nyelvi kultúrájukat stb. Az új környezetben életképességüket segítette, hogy a telepesek jogállása itt nem örökös vagy örökletes, illetve jogtalan zsellér, hanem kontraktuális jobbágy volt.

## Trianon után
A természet erőivel való folytonos harcot az első évtizedek erdőirtásai után többségében a Karasica árvizeivel való megküzdés jelentette Bánnak. A komoly kihívásra a válasz is komoly volt: több évtizedes, tiszteletreméltó kemény munka árán végzett folyamszabályozás, csatornázás, gátépítés, töltésgondozás. Ennek a minden évben vizsgázó munkának a függvénye volt a helyiek azévi termése, végső soron a falu egzisztenciája. Ezeknek a vízügyi instrumentumoknak a jó része az új határ által megosztódott. A határ egyik felén elmaradt gondosság a határ túloldalán okozott mérhetetlen károkat. A háború után se itt, se ott nem lévén pénz még ennél is fontosabb dolgokra sem, a Karasica főcsatorna alsó folyása, illetve torkolata kezdett újra eliszaposodni, minek következtében Magyarbóly környékén folytonos töltésszakadás fenyegetett. Dél-Baranya lekapcsolásától 1931-ig kétszer öntött ki a folyó, s másfélszázados kultúrmunkát tönkretéve a pár éve még pompás folyóparti réteket felverte a sás és a nád. Ezen kívül az új határ megakadályozta a megtermelt fa-, és mezőgazdasági termények pécsi és mohácsi piacra jutását, miért is az áru hiányzott a megye északi részén, a bevétel pedig hiányzott a megye déli sarkában.
A gazdasági kényszerhelyzeten felül a politikai miliő is deprimáló lett. A sovinizmustól átforrósodott légkör e korszakban egyre inkább megmérgezte az államalkotó szerb nép viszonyát az ország valamennyi nemzeti kisebbségével, de kiváltképp a magyarral és a némettel. A Jugoszlávia állam célja minden nemzetiség-politikai kérdésben a bármifajta asszimiláció lett.
A hatalmat kapott soviniszta erők biztosítani kívánták a dél-baranyai községek délszláv jellegét, ezért megváltoztatták – nemcsak a falvak nemzetiségi összetételét szerbek be-, illetve magyarok és németek kitelepítésével, de – a helységek történelmi neveit is, és soha nem hallott, a múltra és a nemzetiségekre nem utaló szláv neveket adtak nekik.
Tették pedig ezt úgy, hogy vagy simán lefordították a falu nevét szerbre, vagy szerbesítették a magyar nevet, vagy új – semmit nem jelentő – nevet találtak ki. Utóbbi módon lett Bánból Popovac, mely szerb–horvátul papföldet jelent. (Ezt – a megyében egyetlen párhuzamként – vesd össze a jelentős horvát nemzetiséggel bíró Szalántának a pogányi rétek felé eső külterületi részén fekvő „Papföld” nevű szántóföld-elnevezéssel.)
A közigazgatás nyelve a szerb lett, ők adták – Bánban is – a községi bírót. A majd’ kétszer akkora német nemzetiség adta a bíróhelyettest, akinek tényleges jogköre csak akkor keletkezett, ha a bírónak időnek előtte megszűnt a hatásköre (betegség, lemondás, halál). Az iskolákat államosították és megosztották elemi- és magasabb népiskolákra.

### Az összeomlás
A viszonylagos nyugalom a Délvidék 1941. áprilisi (német–magyar) megszállásáig tartott. Popovácból ismét Baranyabán lett, az államnyelv pedig a magyar. Ezután zűrzavaros, a falu belső rendjét és nyugalmát felborító évek jöttek, melynek fenyegető előjelei már az ezt megelőző években megjelentek.
A közép-európai németeket a nemzetiszocialista Németország egyre szorosabban fűzte magához, s az itteni kisebbségnek bőven voltak gazdasági és politikai okai, hogy a velük való – bármilyen – törődést elfogadják.
Jugoszlávia nemzetiségi politikája nagymértékben felelős azért, hogy a magát kultúrájában és nemzetiségi létében, de sokszor fizikai valójában is fenyegetett németség – látva a szerény nemzetiségi kulturális igényekről a Jugoszláv kormánnyal folytatott tárgyalások meddőségét –, egyre inkább külső támaszt keresett, és talált. A kapitalizmus kezdetétől a korábban németekkel telepített falvakat lassú túlnépesedés jellemezte. A földbirtokok szabad forgalma és a népességnövekedés a földbirtokok elaprózódását eredményezték olyan birtokokra, melyek egy nagycsaládot kevésbé voltak képesek eltartani. Jobbágyszolgáltatásra sem volt már szükség, a felszabadult munkaerőt bérmunkásként a nagybirtok, illetve az egyre iparosodó 19. század munkásigénye szívta fel. A szántóterület nagyságát lecsapolással és erdőirtással növelni már nem lehetett. Ugyanakkor komoly, befektetésre is alkalmas tőketartaléka a vagyonosnak számító családoknak se volt. Az így kialakult társadalmi-gazdasági belső feszültség aztán fogékony táptalaja lett a Volksbund mozgalom eszmeiségének. Azt lehet mondani, hogy a 200 éve idetelepült németek ennyi idő után kezdték szembetalálni magukat azokkal a szociológiai, társadalmi, gazdasági tünetekkel, melyekre az óhazában éppen az elvándorlás volt a reakciójuk! És ami az újhazában segítette megmaradásukat és fejlődésüket – nevezetesen az árutermelésre beállt mezőgazdasági kultúrájuk, a sajátos örökösödési szokásaik, a sokgyerekes családmodell stb. –, az most egzisztenciális veszélyhelyzetet, belső feszültséget teremtett körükben. Az „élettér elmélet” sok Németországhoz lojális sváb parasztot és városi polgárt megfertőzött, noha tömeges hatásaiban végül is kudarcot vallott.
Azóta tudjuk: a Volksbund törekvései politikai csődbe vezette a német lakosságot. Ezt a csődöt a második világháborús front (a szovjet) előli menekülések és a kitelepítések zárták le.
A Magyarországnak Németországgal való „baráti” kapcsolata éppúgy bátorította a német nemzetiséget, mint a korábbi évtizedekben felgyűlt, kapitalizálódó társadalom gazdasági igazságtalanságai.
A (német) birodalmi céloknak megfelelő hazai német nemzetiségi mozgalmak sora indult meg Magyarországon, és csúcsosodott ki a Basch Ferenc vezette 1938-ban megalakult honi Volksbundban.
A német agrárlakosság hagyományos, mindig is apolitikus mentalitása nem volt képes a több oldalról ható, a számára szokatlan, mindennapos tevékenységét is átpolitizáló agresszív propaganda ellen védekezni, az ellen kritikát gyakorolni, pláne annak ellenállni! Az államnemzethez és az anyanemzethez fűzött kettős lojalitása csak addig épült pozitív módon identitástudatába, amíg a két állam – Magyarország és Németország – viszonyában is a közös érdek dominált. Amint a két állam közti érdekkülönbség, illetve érdekellentét markánsan megjelent, a honi német kisebbség ping-pong labda szerepet kapott, és két malomkő között előre jósolhatóan felörlődött. Bár ezek ellen a többnyire a nemzetiszocializmus eszmeiségével alátámasztott, főleg a kultúra területén indított mozgalmak ellen volt szervezett tiltakozása is a magyarországi németeknek – az úgynevezett hűségmozgalmak –, ez a totális propagandával szemben erőtlen maradt.
Persze sok sváb – hűségmozgalommal vagy anélkül – felismerte a Német Birodalom politikai szándékát, de legalább józan paraszti eszük tiltakozott a Volksbund által hirdetett eszmék ellen – és nem csatlakozott ahhoz. Ezeket azonban a népmozgalomhoz csatlakozó svábok árulónak tartották. Így osztódott meg sok évtizedes, vagy örök életre szóló gyűlölködést szítva egymás közt a magyarországi svábság, falun belüli, de sokszor családon belüli frontokat nyitva! Bánban is. Az 1930-as évek végén megalapították a „Sváb-Német Kultúrszövetség” („Schwäbisch-Deutschen Kultur-Bund”) helyi szervezetét. Ezzel megkezdődött a falu népe között a politikai széthúzás és békétlenség. Különösen kifejezett lett ez a helyzet 1941 után, amikor a Kultur-Bund beolvadt a magyarországi Volksbundba.

#### Viszálykodás
Az 1919-ben született férfiak utolsóként szolgáltak a királyi Jugoszláv hadseregben. Az 1941. áprilisi hadjáratban így még szolgáltak a Jugoszláv hadseregben olyan német (és magyar) nemzetiségű katonák, akik a Jugoszláviát megtámadó német (és magyar) erők, azaz saját népeik ellen harcoltak. Az áprilisi német–magyar megszállás utáni első sorozáson (1941. október 13-án), az 1920-ban született férfiakat már a magyar hadseregbe hívták be. A következő sorozáson (1942. április 28-án) az 1921–24-es évjárat azon férfiait vonultatták be az SS-be, akik az 1941. évi őszi microcensuson német nemzetiségűnek vallották magukat, valamint azokat, akik önként jelentkeztek az SS-be. Azokat, akik nem vallották német nemzetiségűnek magukat, a Magyar Honvédségbe hívták be. Végül Magyarország német megszállása (1944. március 19.) után a Sztójay vezette magyar kormány megengedte, hogy az SS kényszersorozásokkal segítsen a magyarországi német, 16–50 év közötti férfiak köréből, tekintet nélkül arra, hogy 1941-ben magyar vagy német nemzetiségűnek vallották magukat. Bánban ez a sorozás 1944. május 20-án zajlott le. Megosztotta a falvak németségét az iskolai (nyelv) oktatás lehetősége is. További feszültségforrás volt, hogy Hitler a magyarországi németekre is kiterjesztette az európai német népességtagosítás (Deutschvölkische Flurbereinigung) tervét, s a magyarországi németek anyaországba telepítését a gyorsan befejezni gondolt háború utánra irányozta elő. Ez alapján távozhatott volna – magyar kormányzati segítséggel – az országból mindenki, aki Németország javára önként optál. A német és a magyar kormány elsősorban azon német anyanyelvű lakosságra számított, akik az 1941-es népszámláláskor magukat német nemzetiségűnek vallották. E felfogás szerint (a népszámlálás meghirdetésekor hivatalosan is sugallva a népnek) akik ezt tették, egyben jelentkeztek is a Németországba való áttelepülésre, míg aki a Magyarországon maradás mellett döntött, az magyar nemzetiséget vallott be. Ebben az értelmezésben lettek a német nemzetiséget vallók (a magyar nemzethez tartozás tekintetében) hazaárulók a magyarok, és a magyar nemzetiséget valló németek előtt, akik „addig szívhatnak csak magyar levegőt”, amíg áttelepítésük ideje el nem érkezik. Ugyanakkor a német nemzetiséget vállalók szintén hazaárulással vádolták a magyar nemzetiséget valló svábokat, mondván, „megtagadjátok az anyaországot!”. A kitelepítésre váró német nemzetiség ideiglenességével függtek össze a volksbundista autonómia törekvések magyar kormány általi tűrése is. Ugyanezen meggondolás mentén engedélyezte a magyar kormány az SS magyarországi toborzóakcióit a német nemzetiség körében, pedig a bevonultakat azonnal megfosztották magyar állampolgárságuktól, és családtagjaikat is a háború utáni kitelepítésre ítélték.

#### Menekülés
A „Popovac (Ban) német lakosai 1944 őszén” névjegyzék 1910 németet említ, melyet Johann Zeiler szerint 1917-re kell kiegészíteni. Ekkor minden katolikus családban legalább egy személy német származású volt, a németek közül pedig legfeljebb tízen nem voltak katolikusok. (Azaz, amikor a németeket elűzték, kiirtották, elkergették, egyben a katolikusokat is elűzték, kiirtották, elkergették.) Amikor 1944 őszén a vidéket elérte a front, a faluból 450(!) férfi volt német vagy magyar katona, melyek közül 25 már elesett, kettő pedig eltűnt. A falu előtt ott volt a kérdés: maradni vagy menni? A – mint utóbb kiderült, alaptalanul – optimisták között voltak, akik ekkor az eltávozóktól olcsón földet vásároltak.) Több mint 700 személy a menekülést választotta. Lovas szekerekkel menekültek Szilézia, majd Ausztria, onnan Bajorország irányába. Négy vasúton utazó csoport is indult a faluból november 13-án, 15-én, 16-án és 17-én. Ők is Sziléziába (Hieflau), Stájerországba (Susice, Csehszlovákia) és Türingiába menekültek. Ezek indulása előtt, november 8-án egy csoport fiatalkorút és gyereket Sziléziába evakuáltak, ahol kor és nem szerint három csoportba választották szét őket. Az idősebbek házi munkát, egyéb munkaszolgálatot voltak kötelesek végezni. Amikor 1945-ben hozzájuk is elért a front, az idősebb fiatalok csatlakozhattak hozzátartozóikhoz. A kisebbeket onnan, vagy később Ausztriából vehették magukhoz hozzátartozóik.

#### Internálás
1944. november 25-én Bánba bevonultak a szovjet csapatok, velük és mögöttük a szerb partizánok. A szovjet alakulat másnap sietett tovább Harkány felé, a partizánok azonban maradtak…) Ebben az időben néhány személy a közeli határon át Magyarországra menekült. (Mert természetesen a szerbek újra hatalomra jutásával ismét érvénybe léptek a trianoni határok, bár kétségtelen egy darabig a határőrizet hiányos volt.)
A maradék német lakosságot, kereken 700 személyt (idős férfiakat, nőket, gyerekeket) haláltáborokba internálták (Gádor, Valpó, Mitvar stb.), vagy munkaszolgálatra kényszeríttették. Egy elenyésző kisebbségét a német nemzetiségnek – Bánban mintegy 60 főt – nem telepítettek ki. Ezek vagy szerb családba benősült (férjhez ment) személyek (ilyenek azonban nagyon kevesen voltak), vagy a szerb helyi hatalom potentátjainak kegyeltjei voltak, vagy a szerbek számára is nélkülözhetetlen foglalkozást űztek (pl. kovács, kőműves, pék stb.). Az internáltak, munkaszolgálatosok sorsa éhezés, teljes vagyon- és jogfosztottság, jó esetben évekig tartó rabság, sokuknak pusztulás.

### A szocialista korszak
Baranyabánból ismét Popovac lett, az államnyelv szerbhorvát, s következtek az úgynevezett „Tito-korszak” évtizedei. 1948-ban, amikor a Szovjetuniótól való elfordulás és a Nyugat-Európa felé nyitás jellemezte Tito politikáját, a demokratikus államok nyomására megszüntették az internáló táborokat. Az el nem szökött, meg nem halt és ki nem telepített németeket szabadon engedték, persze vagyonukat nem kapták vissza. A hadköteles férfiakat besorozták a Jugoszláv Néphadseregbe, függetlenül attól, hogy korábban már szolgáltak-e a királyi Jugoszláv hadseregében, esetleg a magyar honvédségnél! Az 50–100%-ban kiürített falvakba délről felhozott szerbeket költöztettek. Ez történt Bánban is. A szocialista vezetés a főbb utakra aszfaltot terített, a házakba bevezették a villanyt, legtöbb helyen a vizet a kúttól vezetékeken a házba vitték. A falukörnyéki földeket államosították és TSZ-be tagosították. A Karasica felé enyhén lejtő domborzat lehetővé tette, hogy a falu alvégén, a folyó és a Lacska-árok közötti alacsonyan fekvő réteket elárasztva halastavat hozzanak létre. A Templom tér déli részén modern, emeletes iskolát építettek sportpályákkal. (A korszak helytörténeti összefoglalása még nem történt meg! Leginkább jellemző azonban erre a négy évtizedre a komolyabb fejlődés nélküli felélés, a hátrahagyott javak fejlesztések nélküli használata!)

## 1998
Az 1945-ben még présházakkal telepöttyözött és virágzó szőlőkultúrával művelt báni hegyen elvadult, vadhajtással teli erdőség látszott. A falu egykori vásárterén (az Eszék felől bevezető út bal oldalán) focipálya van, ami mutatja, hogy a falu elvesztette egykori kistérségi központját, vásártartási jogát. A falut a pusztulás nyomai jellemezték. Állt az ortodox és a római katolikus templom is, de utóbbi már üresen, a hozzá tartozó plébániával együtt. 1991-ben a polgárháborús zavargásokban a szerbek a plébániai levéltárat felgyújtották, az teljesen leégett, minden ott tárolt irat megsemmisült. A templomból a Szent József oltárkép eltűnt, a padok helyett néhány egyszerű szék volt beállítva, a mozdítható tárgyak hiányoztak, az orgona egyik-másik sípja még megvolt. Padlója még az eredeti téglaaljzat. (A templom felújítására a ’70-es években már adtak adományokat a kitelepített svábok, de mert nem ellenőrizhették az adományok felhasználását – nem is a templomra fordították –, beszüntették a pénzfolyósítást.) Katolikus papja nem volt a falunak, hetente egyszer jött misézni az eszéki plébános. Filia lett az egykor virágzó plébánia. A házak utcaszám üresen és romosan álltak. A temetőkápolna tárva-nyitva, ablakai betörve, falai beázva, berendezései nyomtalanul eltűntek. Falait szerb (cirill betűs) soviniszta és pornográf firkákkal csúfítottak, a gipszstukkós szeráfokkal díszített vakolat hullott. Homlokzata tetejéről a faragott fa tornyocska eltűnt. A kápolna köré különült német sírok elhanyagoltak, a szélső sorokat beszántották. A maradék sírkövek többsége őserdőhöz hasonlító gaztengerrel, 2,5–3 méteres vadhajtással a megközelíthetetlenségig benőtt területen ledőlve a földön hevert. A temető délkeleti sarkán álló szép kocsiszín ősbozótos mögé rejtve romokban állt. Benne volt még az egykori halottszállító díszhintó. A láthatólag rég nem használt instrumentum még romjaiban is gyönyörű volt: faragott fafülke a bak mögött, melynek ablakain itt-ott látszottak az egykori fekete függöny foszlányai. A temetőbejárattól a kápolnáig kelet-nyugati irányban vezető út mentén felállított keresztúti stációk téglaoszlopzatai még omladozva álltak ugyan, de a stációk festett képei és az őket védő nyitható zsalugáterek már hiányoztak mindegyikről. A Templom téren – amit 1905-től 1918-ig az annyi jót tett egykori plébánosról Uray térnek neveztek –, a Szentháromság szobor romjai még álltak. Van világháborús emlékműve is a falunak, ám a mementó módja jól tükrözi a szocialista kor arroganciáját. A Templom téren felállított első világháborús emlékműre csak a szerb elesettek neve fért fel, a számban jóval több német mártíré nem kerülhetett az obeliszkre. Ők a római katolikus templom (nagyheti szentsírnak használt belépője) falán kaptak egy márványtáblát, de 1998-ban az sem volt már a helyén. A második világháború után az első világégés hősei mellé felkerültek az új áldozatok nevei az emlékműre. Persze csak a szerb partizánoké. A háromszor annyi német áldozat már nem kaphatott semmilyen emlékművet Bánban. Igaz, nem is maradt a faluban senki, aki rájuk emlékezzen. A Karancs felé vezető út mentén épített lourdi barlang kettős képet mutatott. Egyfelől a barlang és a szabadtéri oltár előtti fák alatti füves terület gondozott, a szobornál száradt virág, az oltárkő épen a helyén volt.
A barlang fölötti harangláb azonban a bozóttól nehezen megközelíthető, lábazata rozsdás. A harang még szólt… A körülötte egykor volt keresztúti stációk eltűntek. A barlangtól balra lévő kút még megvolt, de használaton kívül, vize posványos, fafelépítménye a káváról félrelökve a földön enyészett. Oldalán a kőtáblába vésett felirat olvashatatlanná kopott. A falu lakosainak zöme ekkor – az 1991–1997-es háborúk során elmenekült szerbek helyére beköltöztetett, s szintén valahonnan menekült – horvát volt.

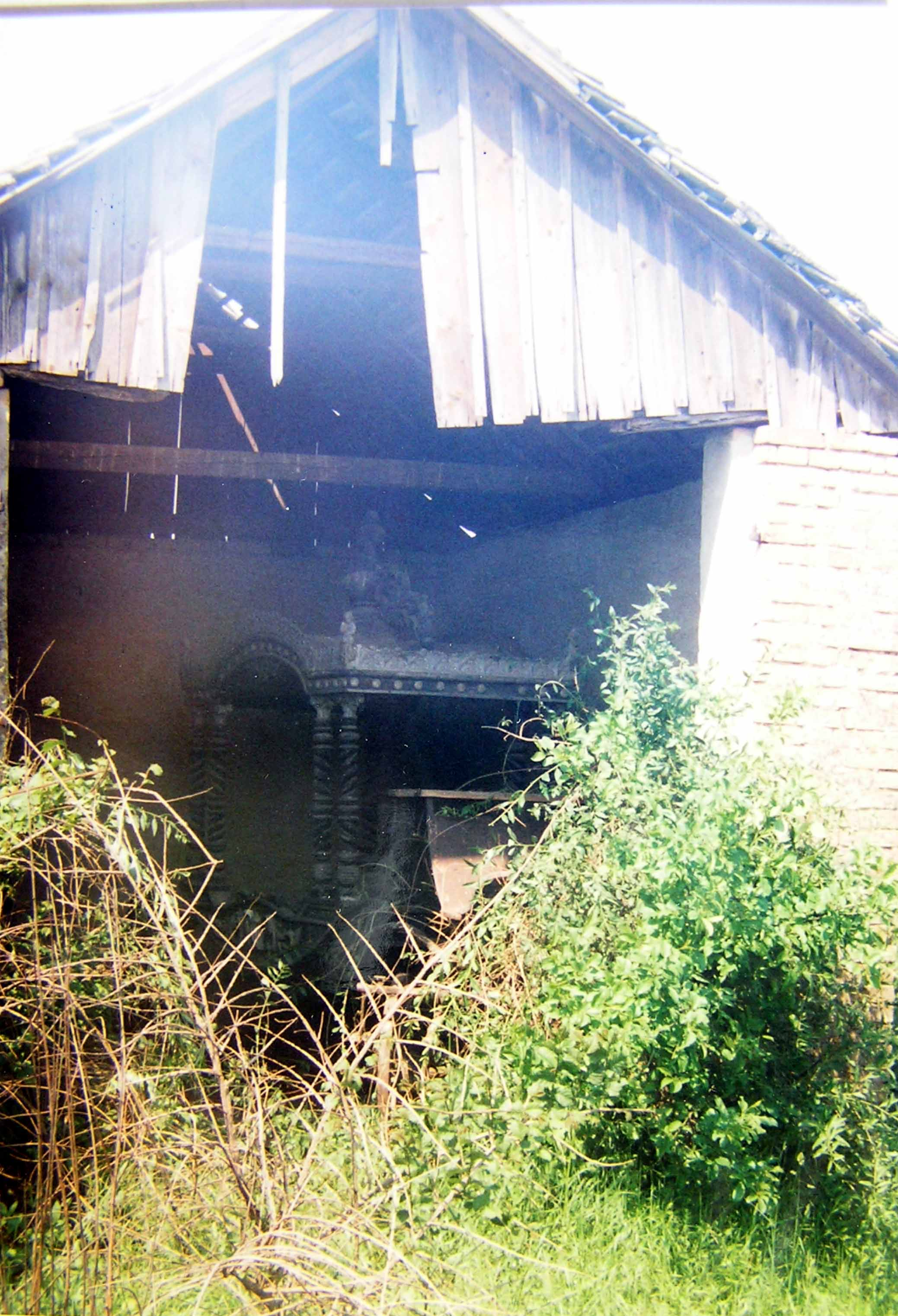
Gyászkocsi
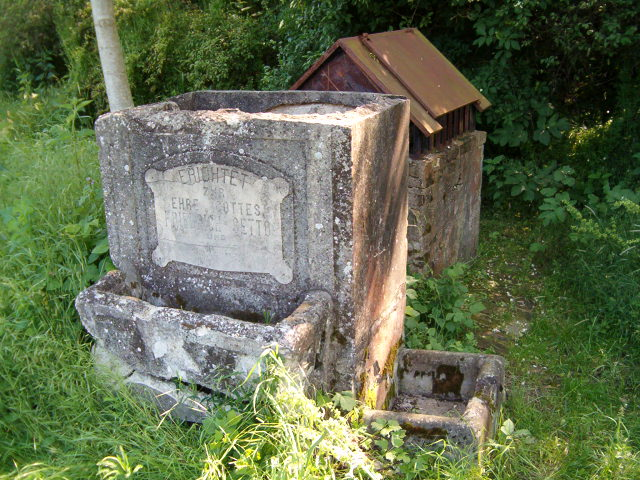
Kegyhelyi kút
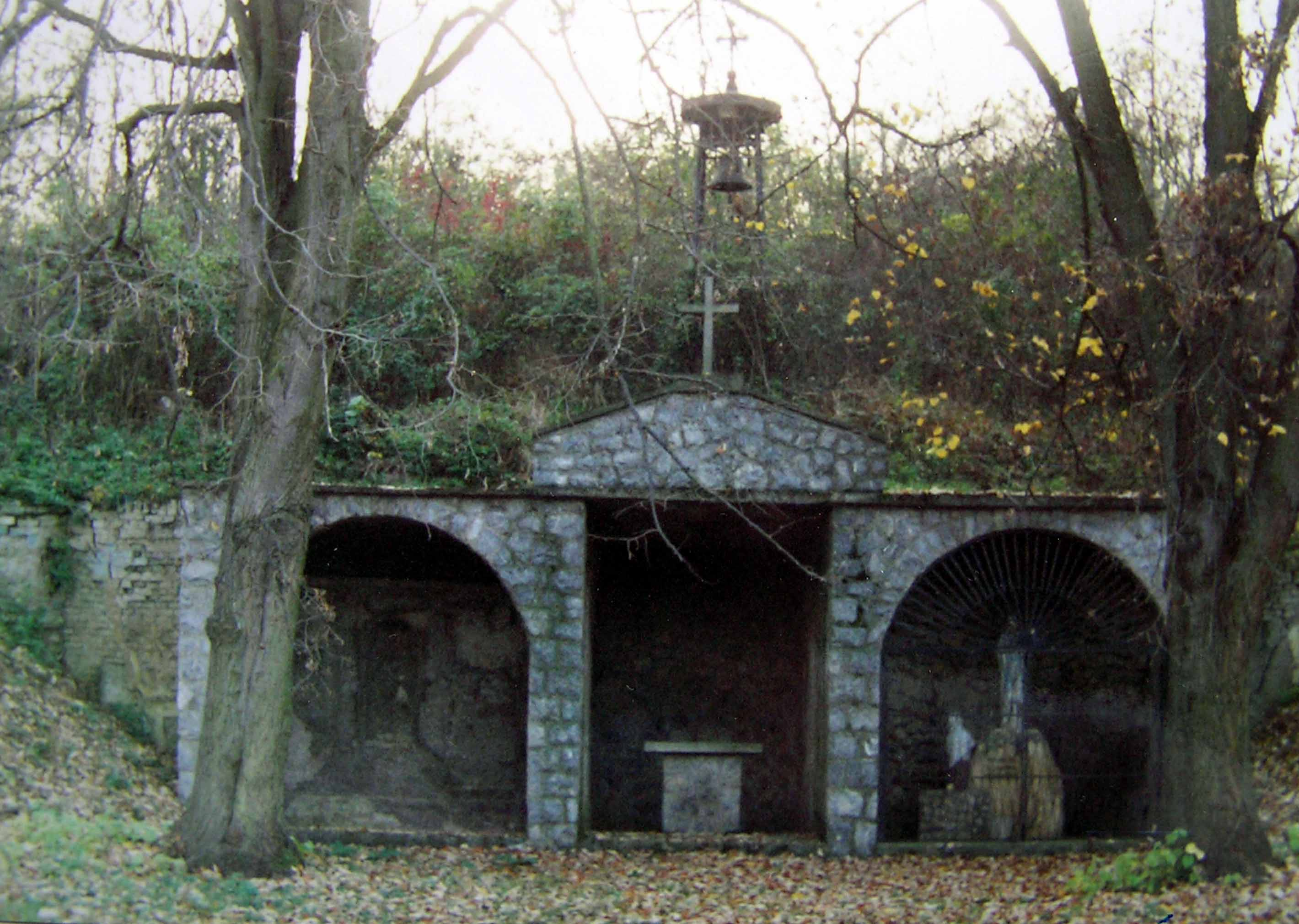
Az oltár a "barlanggal"
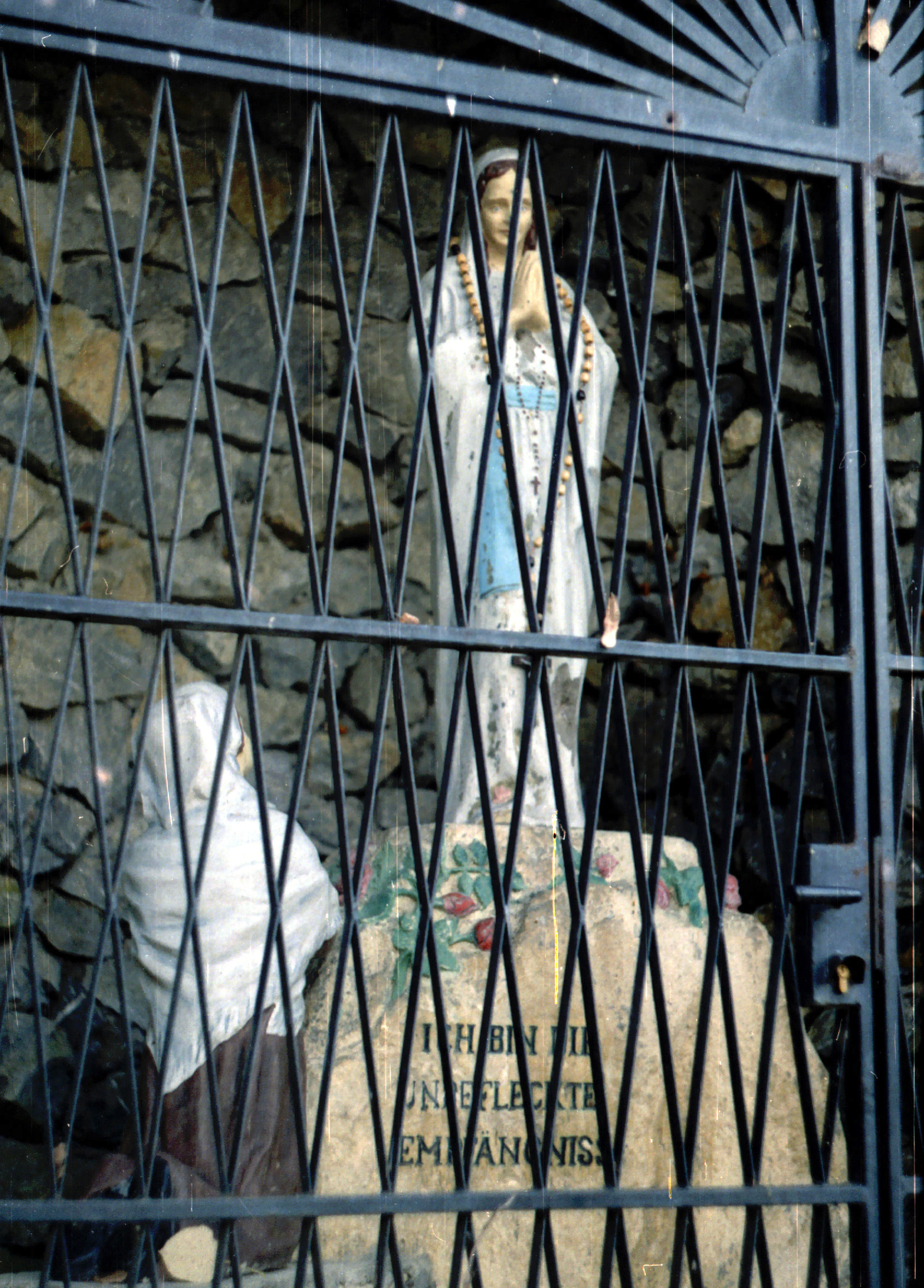
Szűz Mária szobor

## A reménység hangja
Európa baloldali diktatúráinak 1989-ben megkezdődött szétesése nem hagyta érintetlenül az erőszakkal létrehozott jugoszláv egységet sem. Slobodan Milošević uralma alatt Jugoszlávia egybetartása címén sorba háborúba keveredett az egyes tagköztársaságokkal. 1991-től 1997-ig Macedónia, Bosznia-Hercegovina, Horvátország és Szlovénia kivált a Jugoszláv Föderációból. Ezeket a háborúkat a civil lakossággal szembeni atrocitások, a szokatlan kegyetlenség, tömegmészárlások, etnikai tisztogatások, internálások, nemzetiségi villongások, és az ez elől menekülő népcsoportok exodusa jellemezte minden oldalon. Horvátország kivívott függetlenségével elvileg Bán – illetve a Baranya-háromszög – is horvát terület lett. Azonban a Horvátországban és Bosznia-Hercegovinában élő szerb kisebbség a Milošević vezette Jugoszláviától kapott katonai segítséggel autonómiát követelve kikiáltotta a Szerb Krajinai Köztársaságot, s magának követelte a Duna-Dráva szöget – benne Bánt is. Belgrádon kívül persze ezt a képződményt nem ismerte el sem az ENSZ, sem egyetlen más állam sem. Horvátország szabadságáért fegyveresen fellépett, és ezt a háborút is az alattomos elaknásítás, a vallási gyalázkodások, nemzetiségekkel szembeni pogromok, tömegmészárlások jellemezték. A fegyveres harcoknak nagyjából 1997-re vége lett ugyan, de még évekig tartott, amíg a határközeli területek, az út menti árkok, a falvak külterületei aknamentesítésére sor került.
Az évtized végére a harcok elültek. Az üres, leromlott állagú régi telepes vályogházakat fiatal horvát családok kapták meg: a falu élni fog! Földje most is kitűnő fekete talaj, ami a munkát meghálálja. 2000-ben már épülő új téglaházakat lehetett látni. Új Szent József-kép került a római katolikus templom oltárára, a székek helyére új padok kerültek, a templomot renoválták, kicserélték a belső kőlapokat, illetve (részben) a tetőcserepeket. A plébániaépületet kifestették: újra van plébánosa a falunak! A temetőt kitakarították, az elvadult ősbozótost kiirtották, új ravatalozót építettek. A lakosságszám emelkedik, a falunak saját focicsapata van (NK Hajduk Popovac), a település honlapján () közösségi programokról nagyszámú fiatalt is bemutató képtudósítások láthatók! A báni hegyen szaporodnak a szőlőültetvények, és a hegyet felfedezték maguknak a siklóernyősök is